# Resident Evil (computerspelserie)
Resident Evil is een serie computerspellen die in 2002 gevolgd werd door een Amerikaanse horrorfilm, Resident Evil. De filmserie moet volledig apart van de spelserie gezien worden, enkel de eerste film volgt zeer globaal de gebeurtenissen van het spel maar los daarvan moeten ze altijd apart besproken worden.

## Overzicht
Toen de eerste PlayStation verscheen in 1995, kwamen er genoeg titels uit die computerspellen ook aantrekkelijk moesten maken voor volwassenen. Een van deze titels was Resident Evil. Het spel werd gemaakt in Japan, door ontwikkelaar Capcom die het spel in 1996 uitbracht. Shinji Mikami is de geestelijk vader van Resident Evil. Hij bedacht een systeem waardoor hij de achtergronden in zijn spel stilstaand in beeld bracht, maar het er grafisch toch mooi uitzag. Dit zorgde ervoor dat de figuren in het spel in veel meer kleuren werden weergegeven en er gedetailleerder uitzagen. Het enige nadeel van deze techniek was de laadtijd, die nodig was wanneer een nieuwe ruimte werd bereikt. Om dit leed te verzachten werd tijdens het laden van een nieuwe ruimte een deur getoond die tergend langzaam openging, en zo langzaam de gruwelen in de volgende kamer onthulde. In het eerste deel verhoogde deze innovatieve oplossing volgens spelers de spanning aanzienlijk, maar in de opvolgers van de serie werd de techniek meer als irritant ervaren. Het spel werd gebaseerd op Sweet Home, een Japans horrorspel uit 1989, de zombies waren dan weer een idee van George A. Romero.

### Thema's en plot
De meeste Resident Evil-spellen draaien om het mysterieuze bedrijf Umbrella Corporation, dat een virus heeft ontwikkeld dat de naam T-virus draagt. Dit virus zorgt ervoor dat organismen terug tot leven komen, dat zorgt voor een zombieplaag. Sommige organismen sterven niet, maar muteren in afschuwelijke wezens (BOW's, bio-organic weapon). Wanneer er uitsluitend gesproken wordt over de hoofdspellen in de reeks (herkenbaar aan enkel de titel gevolgd door een getal met uitzondering van Resident Evil 3: Nemesis) kan er gesteld worden dat de klassieke trilogie (1,2 en 3) een andere gameplay heeft dan delen 4,5 en 6. Dit komt met name door wijzigingen in de gameplay maar verhaaltechnisch gezien valt de tweedeling als volgt aan te duiden; de klassieke trilogie gaat over de originele uitbraak van het zombievirus in de fictieve stad Raccoon City. De trilogie eindigt met het nucleaire bombardement van de Amerikaanse overheid op Raccoon City en de totale neergang van Umbrella als winstgevende corporatie. Praktisch elk spel in de serie, inclusief de non-survivalhorror spin-off titels, hebben een of meerdere verwijzingen naar deze plotlijn.
Vanaf Resident Evil 4 wordt dat verhaal echter naar de achtergrond geschoven, ook zombies verdwenen. In plaats van de gebruikelijke ondode zombies werd vanaf Resident Evil 4 een nieuwe vijand geïntroduceerd, namelijk gewone mensen die de controle over hun eigen wil niet meer hebben wegens een parasitaire infectie in hun lichaam. Gesteld kan worden dat deel 4, 5 en 6 elk een apart verhaal vertellen waarin lokale bevolkingsgroepen worden geïnfecteerd met deze parasieten. Die nemen vervolgens de dorpen en steden over, waarna de speler moet ingrijpen. Dit betekent dat de spraakzame ganado's (Spaanse plattelandsbewoners) en de bezeten Majini's (inheems volk uit het fictieve Kijuji in Africa) in 4 en 5 respectievelijk de alom bekende zombies vervangen. Hiermee is de originele setting van de spellenreeks niet langer van toepassing, ook al blijft een zombie-apocalypse als thema altijd verbonden aan de Resident Evil-spelserie.

## Gameplay
De Resident Evil-serie valt onder het survivalhorrorgenre, onder leken vooral bekend door de vele schrikeffecten.

### Klassieke Survivalhorror
Het survivalhorrorgenre was nog vrij jong toen de Resident Evil-reeks aan zijn opmars begon en men kan stellen dat deze reeks het genre flink heeft ontwikkeld en uitgediept. Met name de originele Resident Evil-trilogie aan spellen werden door Capcom gebruikt om het survivalhorrorgenre enkele karakteristieke kenmerken te geven. Deze worden vandaag de dag nog steeds gezien als kernelementen van het genre. Een voorbeeld hiervan is de constante zoektocht naar ammunitie gecombineerd met het zeer beperkte aantal voorwerpen dat een speler bij zich kan hebben.  
Een uitgebreid scala aan vijanden moet de speler continu het idee geven dat het spel aan een zijden draadje hangt, overal loert gevaar en hij heeft het idee nooit goed voorbereid te zijn. Hierdoor ligt de nadruk op het ontwijken van monsters en het zorgvuldig uitdokteren van een af te leggen route. Naast deze gameplay-elementen introduceerde Capcom een onhandig besturingsschema dat doelbewust werd geïmplementeerd om spelers het gevoel te geven dat er iets niet klopt tijdens het spelen, waardoor de spanning stijgt.

### Moderne Survivalhorror
Vanaf Resident Evil 4 ging Capcom de spellen anders organiseren. In plaats van gefixeerde cameraperspectieven werd het third-person perspectief zoals bekend binnen het shooter-genre gebruikt. Capcom goot het nieuwe cameraperspectief in een survivalhorror-jasje en dit resulteerde in het debuut van het zogenaamde 'over-the-shoulder' perspectief. Zoals de naam al doet vermoeden kijkt de speler in dit perspectief mee over de rechterschouder van de avatar. Dit werd door de spelers positief ontvangen. Resident Evil 4 staat bekend als een van de beste spellen aller tijden. Dit succes was mede te danken aan deze verandering, het genre werd door het spel opnieuw uitgevonden. 
Resident Evil 4 markeerde de omslag tussen de klassieke survivalhorror (grotendeels vormgegeven door Capcom zelf) en het moderne survivalhorror genre. Het over-de-schouder perspectief leidde ertoe dat de nadruk kwam te liggen op het richten van wapens en het afvuren van wapens, vergelijkbaar met een shooter-spel. Dit was immers het aspect dat zo mooi naar voren kwam met de 'over-de-schouder' camerapositie. De speler moest meer en vaker kunnen schieten dus ammunitie werd minder schaars. De focus op wapens wordt door het spel zelf toegejuicht, het biedt de speler opties tot het opwaarderen van wapens. Tevens wordt de nieuwe parasitaire vijand van de spellen sindsdien gebruikt om de nieuwe gameplay te ondersteunen. Door parasieten bestuurde mensen zijn in staat om samen te werken en om wapens te dragen, zombies waren trager. Dit legde de nadruk op meer actie en geweld, ten koste van exploratie, enge ruimtes en het gevoel van isolatie.
In Resident Evil 7 keert het horror-aspect terug, in combinatie met een eerstepersoonsperspectief.

## Lijst van computerspellen
| Jaar | Titel                                   | Platform                                                                                      |
| ---- | --------------------------------------- | --------------------------------------------------------------------------------------------- |
| 1996 | Resident Evil                           | PlayStation, Windows, Sega Saturn                                                             |
| 1998 | Resident Evil 2                         | PlayStation, Windows, Dreamcast, Nintendo 64 (2000), Nintendo GameCube (2003)                 |
| 2000 | Resident Evil 3: Nemesis                | PlayStation, Windows, Dreamcast, Nintendo GameCube (2003)                                     |
| 2000 | Resident Evil: Survivor                 | PlayStation                                                                                   |
| 2000 | Resident Evil Gaiden                    | Game Boy Color                                                                                |
| 2000 | Resident Evil Code: Veronica            | Dreamcast, PlayStation 2 (2001), Nintendo GameCube (2003)                                     |
| 2002 | Resident Evil (remake)                  | Nintendo GameCube, Nintendo Wii (2008)                                                        |
| 2002 | Resident Evil Survivor 2 Code: Veronica | PlayStation 2                                                                                 |
| 2003 | Resident Evil Zero                      | Nintendo GameCube, Nintendo Wii                                                               |
| 2003 | Resident Evil: Dead Aim                 | PlayStation 2                                                                                 |
| 2003 | Resident Evil: Outbreak                 | PlayStation 2                                                                                 |
| 2005 | Resident Evil Outbreak: File#2          | PlayStation 2                                                                                 |
| 2005 | Resident Evil 4                         | Nintendo GameCube, PlayStation 2, Windows (2007), Nintendo Wii (2007), Nintendo Switch (2019) |
| 2006 | Resident Evil Deadly Silence            | Nintendo DS                                                                                   |
| 2007 | Resident Evil: The Umbrella Chronicles  | Nintendo Wii                                                                                  |
| 2009 | Resident Evil 5                         | Windows, PlayStation 3, Xbox 360, Nintendo Switch (2019)                                      |
| 2009 | Resident Evil: The Darkside Chronicles  | Nintendo Wii                                                                                  |
| 2011 | Resident Evil: The Mercenaries 3D       | Nintendo 3DS                                                                                  |
| 2012 | Resident Evil: Revelations              | Nintendo 3DS, Windows, Nintendo Wii U                                                         |
| 2012 | Resident Evil: Operation Raccoon City   | Windows, PlayStation 3, Xbox 360                                                              |
| 2012 | Resident Evil 6                         | Windows, PlayStation 3, Xbox 360, Nintendo Switch (2019)                                      |
| 2015 | Resident Evil (HD Remaster)             | Windows, PlayStation 3, PlayStation 4, Xbox 360, Xbox One, Nintendo Switch (2019)             |
| 2015 | Resident Evil: Revelations 2            | Windows, PlayStation 3, PlayStation 4, PlayStation Vita, Xbox 360, Xbox One                   |
| 2016 | Resident Evil: Origins Collection       | Windows, PlayStation 3, PlayStation 4, Xbox 360, Xbox One, Nintendo Switch (2019)             |
| 2016 | Umbrella Corps                          | PlayStation 4, Windows                                                                        |
| 2017 | Resident Evil 7: Biohazard              | Windows, PlayStation 4, Xbox One                                                              |
| 2019 | Resident Evil 2 (remake)                | Windows, PlayStation 4, Xbox One                                                              |
| 2020 | Resident Evil 3 (remake)                | Windows, PlayStation 4, Xbox One                                                              |
| 2021 | Resident Evil Village                   | Windows, PlayStation 4, PlayStation 5, Xbox Series                                            |
| 2023 | Resident Evil 4 (remake)                | Windows, PlayStation 4, PlayStation 5, Xbox Series                                            |

## Andere media
Naast de hoofdspellen en vele spin-offs, heeft de Resident evil franchise ook films, animatiefilms, boeken, stripboeken en merchandise.